# Služebnice chudých Jeanne Delanoue
Služebnice chudých Jeanne Delanoue (francouzsky: Servantes des Pauvres de Jeanne Delanoue) je ženská řeholní kongregace.

## Historie
Kongregaci, dříve známou jako Sestry svaté Anny od prozřetelnosti, založila Jeanne Delanoue. Opustila svůj světský život a začala se věnovat chudým. Roku 1703 se k ní přidaly první společnice. Dne 26. července 1704 se komunita stala řeholní kongregací. Její stanovy schválil dne 28. září 1709 biskup angerský Michel Poncet de La Rivière.
Dne 4. prosince 1810 byly sestra svaté Anny civilně schváleny císařem Napoleonem I. jako nemocniční kongregace a 9. prosince 1854 císařem Napoleonem III. jako kongregace učitelská a nemocniční.
Svůj současný název kongregace přijala 3. prosince 1964 a 7. listopadu 1968 získala od Svatého stolce decretum laudis.
Jejich zakladatelka Jeanne od Kříže byla roku 1947 prohlášena za blahoslavenou a 31. října 1982 papežem Janem Pavlem II. za svatou.

## Aktivita a šíření
Věnují se vzdělávání, katechezi a práci sociální a zdravotní pomoci.
Kromě Francie se nachází v Indonésii, na Madagaskaru a v Mali; generální kurie se nachází v Saint-Hilaire-Saint-Florent
K 31. prosinci 2005 měla kongregace 364 sester v 60 domech.